# 204831 Levski
204831 Levski è un asteroide della fascia principale. Scoperto nel 2007, presenta un'orbita caratterizzata da un semiasse maggiore pari a 2,7881215 UA e da un'eccentricità di 0,0804308, inclinata di 7,49629° rispetto all'eclittica.
L'asteroide è dedicato al rivoluzionario bulgaro Vasil Ivanov Kunčev detto Levski.